# 新潟市立白山小学校
新潟市立白山小学校（にいがたしりつ はくさんしょうがっこう）は、新潟県新潟市中央区にある公立小学校。

## 概要
- 白山公園や新潟県民会館、新潟市陸上競技場などが付近にあり、校舎からは信濃川がよく見える立地である。
- 児童は2019年度現在約200名で、各学年1~2クラスである。
- 制服はない。
- 学年カラー・クラスカラーの設定はない。
- 校舎は4階建てである。（屋上は含まない）
- 新潟大学医歯学総合病院内に院内病弱学級「あさひ学級」が設置されている。
- 特別支援学級が設置されている。
- 2学期制である。

## 校歌
- 曲名 −「み空の世紀」
- 作詞 − 手塚 義明
- 作曲 − 信時 潔

## 沿革
ここでは、白山尋常小学校時代の沿革も記載する。
- 1932年 (昭和7年) 4月1日 −新潟県立新潟市白山尋常小学校として開校。
- 1932年 (昭和7年) 9月13日 - 校舎竣工。
- 1942年 (昭和17年) 3月31日 - 高等科が設置される。
- 1945年 (昭和20年) 9月24日 - GHQによって校舎が接収される。
- 1946年 (昭和21年) 7月 - 本校舎に復帰する。
- 1949年 (昭和24年) 4月1日 − PTAが創設される。
- 1951年 (昭和26年) 4月7日 - 創立20周年記念式典が行われる。
- 1961年 (昭和36年) 11月8日 - 創立30周年記念式典が行われる。
- 1964年 (昭和39年) 6月16日 - 新潟地震により、校舎が倒壊したため、プレハブ校舎に移転する。
- 1965年 (昭和40年) 4月23日 - ハバロフスク12番校と姉妹校になる。
- 1965年 (昭和40年) 9月20日 - 新校舎への入校式が行われる。
- 1966年 (昭和41年) 3月23日 - 体育館が完成する。
- 1966年 (昭和41年) 5月18日 - プールが完成する。同日、創立35周年並びに校舎復興記念式典が行われる。
- 1972年 (昭和47年) 9月22日 - 創立40周年記念式典・祝賀会が行われる。
- 1975年 (昭和50年) 3月15日 - 「ぼくの木わたしの木」活動が開始される。
- 1982年 (昭和57年) 10月23日 - 創立50周年記念式典・祝賀会が行われる。
  - 教材園・中庭庭園・観察池が完成する。
  - 記念の歌「朝の光に」（一時期の第2の校歌的存在）が完成する。
- 1987年 (昭和62年) 7月24日 - 校歴資料室・校歴展示室が完成する。
- 1988年 (昭和63年) 6月7日 - 新校舎の外壁工事が終わる。
- 1990年 (平成2年) 8月31日 - 校舎外壁の塗装工事が終了する。
- 1990年 (平成2年) 11月9日 - プレールーム（木畳の部屋）が完成する。
- 1992年 (平成4年) 9月19日 - 創立60周年記念式典が行われる。
- 1995年 (平成7年) 6月23日 - 韓国善隣国民学校と姉妹校提携調印式が行われる。
- 1997年 (平成9年) 4月16日 - 院内病弱学級「あさひ学級」が設置される。
- 2000年 (平成12年) 4月14日 - 総合的な学習「る・る・るタイム」の試行が行われる。
- 2002年 (平成14年) 9月25日 - 創立70周年記念式典が行われる。
- 2012年 (平成24年) 9月22日 - 創立80周年記念式典・祝賀会が行われる。
- 2022年 (令和4年) 11月25日 - 創立90周年記念ウインターコンサート・祝賀会が行われる。

## 行事
- 4月 − 入学式・始業式・1年生を迎える会
- 5月 – 大運動会またはスポーツフェスタ
- 6月 - かがやきウォーク（遠足）[1]
- 7月 - 修学旅行（6年のみ・会津若松）
- 8月 -
- 9月 - 自然教室（5年のみ・胎内）
- 10月 - マラソン大会・前期終業式・後期始業式・宿泊研修 アグリパーク（4年のみ）
- 11月 - 白山文化の日[2]・ウインターコンサート
- 12月 - かがやきフェスティバル
- 1月 -
- 2月 - 6年生をたたえる会
- 3月 - 終業式・卒業式

## 委員会活動
5年生以上の児童は必ず所属しなければならない。各委員会には委員長・副委員長・書記がいる。
- 総務（児童会のような働きを行う）
- 体育（2018年度より設置）
- 保健
- 図書

## 部活動
児童は所属は必須ではない。4~6年生が所属できる。
- 万代太鼓部

下記は外部の部活動である。所属できる児童に制限はない。また、他の部活動と兼任できる。しかし、バスケットボール部、サッカー部と剣道部、野球部を兼任する児童は少ない。
- バスケットボール部（新潟市立鏡淵小学校で活動）
- サッカー部（外部クラブ）
- 剣道部
- 野球部(外部クラブチーム、土曜は関屋小学校で活動、日曜が白山小学校で活動)

また、下記は夏のみ結成される部活動である。5・6年生のみ所属でき、上記の部活動と兼任できる。
- 陸上競技部
- 水泳部

## クラブ活動
4~6年生は必ず所属しなければならない。上記部活動とは別個の活動である。
＊ アリーナスポーツクラブ
＊ グラウンドスポーツクラブ
＊ パソコンクラブ
＊ 手芸クラブ✳︎ゲームクラブ
　　　　　　 以下

## 著名な卒業生
水島新司
- 広田 有紀